# Place Saint-Michel (Kiev)
Pour les articles homonymes, voir Place Saint-Michel.
La place Saint-Michel (en ukrainien : Михайлівська площа, Mikhaïlivska plochtcha) est un espace public de la ville de Kiev en Ukraine. La place est le lieu régulier d'expositions de matériel militaire et dominée par le monastère Saint-Michel-au-Dôme-d'Or.

## Galerie d'images

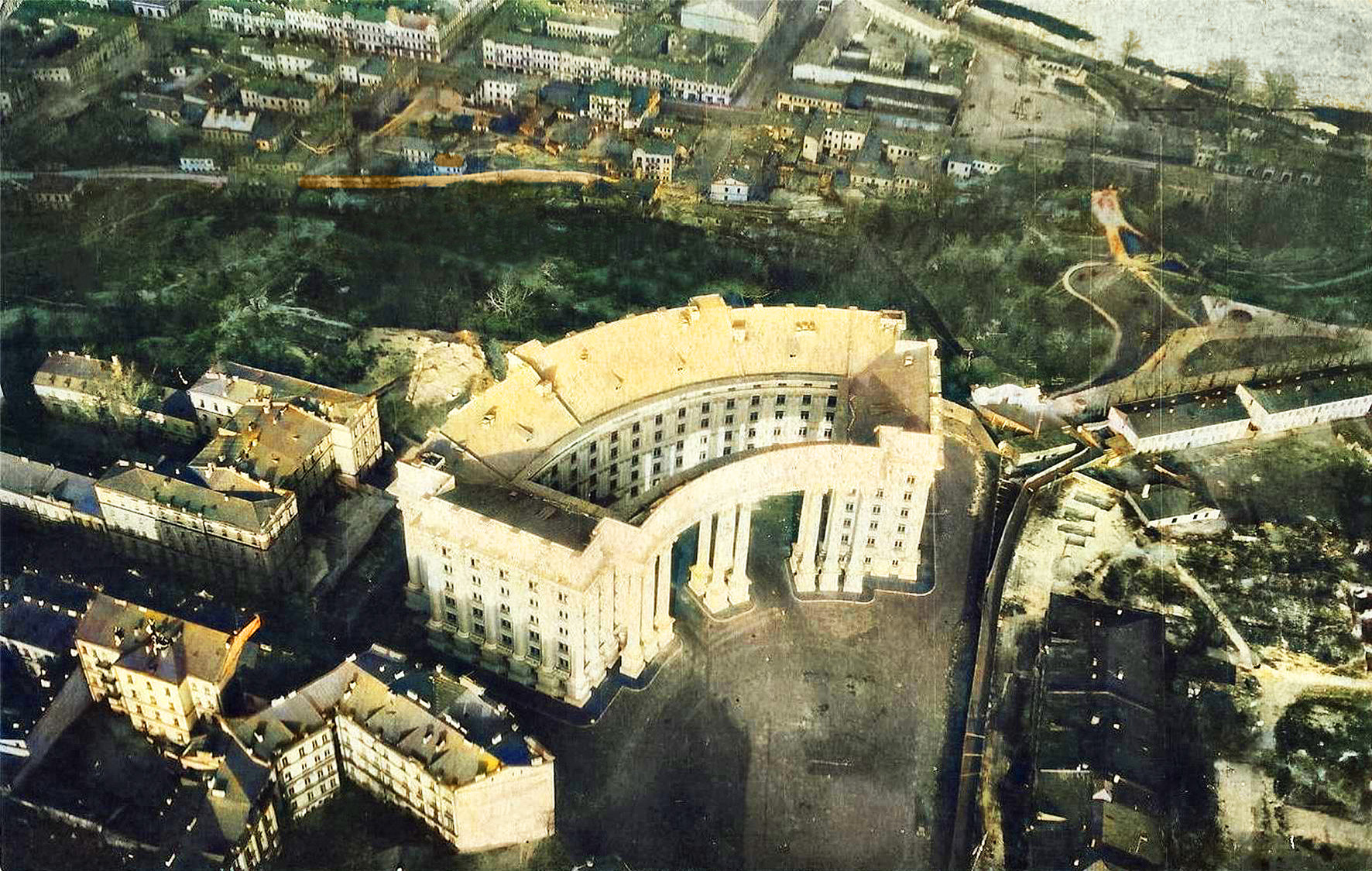
Ministère des Affaires étrangères (Ukraine), classé[1],
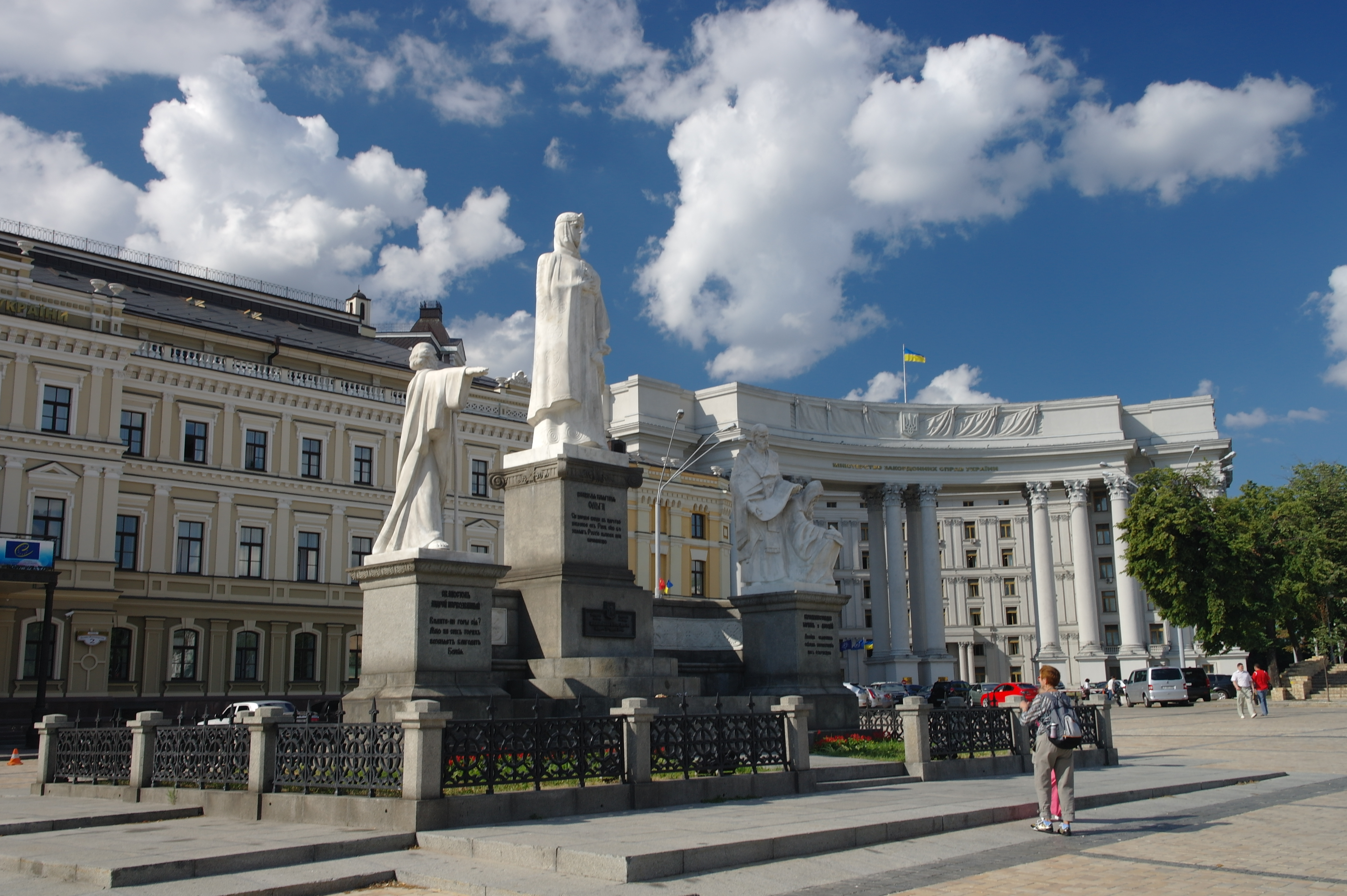
monument princesse Olga entourée de Cyrille et Méthode, classé[2],
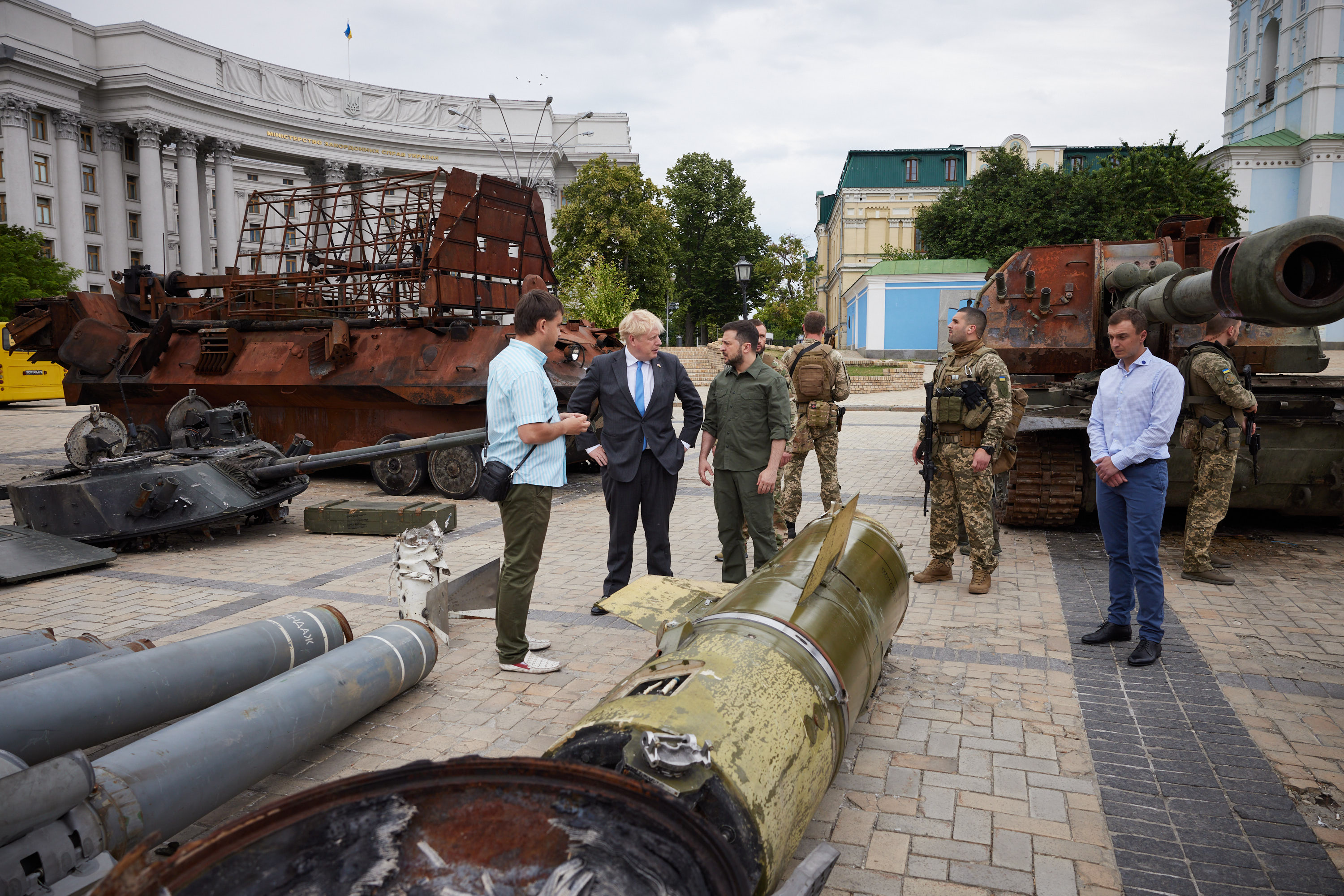
Présentation de matériel russe détruit devant Zelensky et Johnson le 17 juin 2022.